# 葡萄酒舞
葡萄酒舞（Vintage Dance）是一種在英國和美國曾流行的舞蹈形式，原本是在葡萄採收時，慶祝豐收的一種舞。其歷史悠久，是屬於休閒性質的團體舞蹈。葡萄酒舞曾在下列特定時期盛行過：包括英國攝政時期（1795年 - 1820年）、美國內戰時期（1860年代）、維多利亞時期，和散拍音樂（Ragtime）時期。